# Hauptmann

Antiguo galón de Hauptmann del Heer.

Hauptmann (pronunciación en alemán: /ˈhaʊ̯pman/ⓘ) Es un rango de oficial en los ejércitos de Alemania, Austria y Suiza. Suele traducirse como capitán.